# Aquilonastra anomala
Aquilonastra anomala är en sjöstjärneart som först beskrevs av Hubert Lyman Clark 1921.  Aquilonastra anomala ingår i släktet Aquilonastra och familjen Asterinidae. Inga underarter finns listade i Catalogue of Life.